# Revolta Orlov
Revolta Orlov, în limba greacă Ορλωφικά, (cunoscută și ca A doua revoltă peloponeziacă sau Revolta maritimă este o precursoare a Războiului de Independență al Greciei și este numele sub care este cunoscută ridicarea la luptă a grecilor din Peloponez împotriva Imperiul Otoman din 1770. Rebeliunea a fost pregătită și sprijinită în mod activ de Imperiul Rus. Izbucnirea revoltei a fost coordonată cu expediția maritimă condusă de Alexei Grigorievici Orlov, comandantul flotei imperiale ruse în timpul Războiului Ruso-Turc din 1768–1774.

## Contextul istoric
După încheierea victorioasă a războiului cu Veneția din 1714-1718, Imperiul Otoman a recucerit regiunile din Peloponez controlate temporar de Republica Veneția. Reîntoarcerea turcilor în Peolponez a accelerat dezintegrarea sistemului feudelor militare care existase până atunci în regiune. În Peloponez a apărut o nouă clasă a marilor proprietari greci. Produsele agricole grecești (cereale, bumbac, tutun, mătase,  ceară de albine, blănuri și altele) se bucurau de o apreciere de durată și o cerere crescută în țările Europei Occidentale. Dezvoltarea comerțului a dus la dezvoltarea unei serii de porturi maritime ale Greciei Otomane: Messolonghi, Galaxidi, Salonic, sau Ioannina).. În același timp, grecii au început să câștige poziții dominante în comerțul interior și în trasporturi în Macedonia, Epir, Tesalia și pe coasta de vest a Greciei centrale. 
.
Competiția dintre negustorii greci și cei străini a crescut neîncetat în condiții neavantoajoase pentru cei locali, în principal datorită sistemului „capitulațiilor”. Dacă pentru cetățenii străini taxele vamale fuseseră stabilite la 3%, pentru supușii otomani acestea erau de 5%. Mai mult chiar, dacă negustorii străini plăteau aceste taxe doar la introducerea în țară a mărfurilor, rezidenții otomani erau obligați să plătească taxe similare celor vamale de fiecare dată când mărfurile lor intrau într-un port turcesc. Negustorii greci care au făcut vizite de afaceri în vestul Europei au remarcat diferențele mari care existau între țările dintre această regiune și Imperiul Otoman – practic, supușilor sultanului nu li se garanta și apăra în niciun fel proprietatea. Nu în cele din urmă, mai trebuie spus că negustorii grecii erau mai vulnerabili la abuzuri chiar în comparație cu nemusulmanii din clasa inferioară a plătirilor de taxe – rayah.
Creșterea economică a Greciei Otomane în secolul al XVIII-lea, extinderea relațiilor ei cu statele creștine din vestul Europei și legile discriminatorii otomane față de populația nemusulmană au creat condițiile pentru maturitatea mișcării de eliberare națională a grecilor din Peloponez.
Otomanii nu au reușit de-al lungul timpului să asigure un control militar eficient asupra anumitro zone muntoase din Grecia, în care  populația a continuat să opună o rezistență activă împotriva ocupantului. Unul dintre cele mai importante centre ale rezistenței elene din Peloponez a fost zona muntoasă a peninsulei Mani.

## Pregătirea rebeliunii
În deceniul al șaptelea al secolului al XVIII-lea, Rusia a început să-și manifeste interesul pentru regiunea mediteraneană și pentru impunerea sa ca putere protectoare a popoarelor creștine din Imperiul Otoman. În a doua jumătate a secolului al XVIII-lea, o serie de agenți țariști au vizitat Grecia de sud și unele insule din Marea Egee , printre aceștia aflând-se de exemplu Vasili Stepanvici Tomara, care a activat sub acoperirea de arheolog și care avea să devină ambasador la Constantinopol .
În 1763, favoritul împărătesei Ecaterina a II-a, Grigori Grigorievici Orlov, a trimis din proprie inițiativă doi emisari în Grecia, pe negustorul de origine elenă Manuil Saro și pe locotenentul de artilerie Gregorios Papazoli, care au primit sarcina să verifice starea de spirit a locuitorilor Greciei, în special a celor din Peninsula Mani, în cazul  unui conflict ruso-otoman. În timp ce se deplasau spre Grecia, cei doi au întâlnit în Italia pe negustorul grec din insula Cefalonia, Iannis Palatino. Cei doi i-au arătat grecului un document în limba greacă, care purta semnătura împărătesei, în care se afirma că sunt trimiși pentru a se informa despre suferințele dreptcredincioșilor greci, aflați sub jugul păgân și despre dorința lor de libertate». Cei trei și-au continuat drumul împreună pe mare. În timpul călătoriei, cei trei au scăpat cu greu din mâinile piraților libieni, fiind salvați de prezența de spirit a lui Palatino. Odată ajunși în Grecia, cei doi agenți și-au început activitatea: au vizitat regiunea litoralului apusean al Greciei, munții din sudul Albaniei, Peninsula Mani. În timpul misiunii lor, cei doi au întâlnit mai mulți greci dispuși să îi ajute, precum căpitanul de vas Ghiorghios Mavromihailos și latifundiarul Panaiotos Benakisos.  În timpul misiunii lor, cei doi emisari au strâns informații cu privire la starea de spirit a grecilor și șansele ca supușii creștini ai sultanului să se ridice la luptă împotriva otomanilor. După ce s-a reîntors la Sankt Petersburg în mai 1765, Manuil Saro și-a prezentat raportul,  în care susținea că este recomandabilă trimiterea în Mediterana și în insule a zece nave de război.
Trebuie subliniat că mesajele emisarilor ruși, bazate pe informațiile grecilor, au creat o imagine deformată a forței rezistenței populare elene împotriva stăpânirii otomane, ceea ce a avut un efect negativ asupra pregătirii și rezultatelor expediției flotei ruse.
La începutul anului 1768 relațiile ruso-otomane se degradeseră în mod considerabil. În mediile politice și guvernamentale de la Sankt Petersburg revenea tot mai mult în discuții tema atragerii grecilor în lupta împotriva turcilor. Coordonatorul politicii externe ruse, Nikita Ivanovici Panin, era adversarul declarat al acestei abordări.  Împărăteasa Ecaterina s-a lăsat influențată însă de entuziasmul fraților Orlov. În primăvara anului 1768, împărăteasa a început o corespondență diplomatică  cu Republica Veneția, inițiind un schimb de informații cu privire la starea creștinilor din teritoriile ocupate de turci. Mai apoi, sub falsul pretext al unui tratament medical, Alexei Orlov a plecat în Italia cu o misune diplomatică secretă. Alexei a fost însoțit de fratele său, Fiodor Grigorievici Orlov și de doi ofițeri, dintre care unul a părăsit Italia în scurtă vreme după ce a ajuns aici, fiind regăsit după scurt timp în Muntenegru, unde a încercat să organizeze grupuri militare care să sprijine operațiunile rușilor în Mediterana. Odată ajuns în Italia în mijlocul comunităților de emigranți greci, Alexei Orlov a exagerat posibilitățile și forța grecilor în viitoarea luptă împotriva otomanilor. El avea să scrie fratelui său Grigori că îi este ușor să-i mobilizeze pe greci în lupta împotriva turcilor și că elenii se dovedesc aliați credincioși și luptători viteji.
Activitatea agenților ruși nu s-a limitat numai la misiuniile din Peloponez, dar ei au fost prezenți și în Albania, Muntenegru  și Principatele Dunărene, unde s-a încercat mobilizarea populație la luptă împotriva turcilor.
La începutul lunii noiembrie 1768, mai înainte chiar de semnarea manifestului cu privire la declarația de război, Orlov a propus trimiterea unui ecadre ruse în zona de coastă a Mării Egee, care să aprindă și să susțină rebeliunea națiunilor ortodoxe împotriva otomanior. Se consideră în acest moment că cel care a formulat pentru prima oară această idee a fost Alexei Orlov, iar Grigori a fost cel care a prezentat-o împărătesei 

În cadrul consiliului de coroană de pe 12 noiembrie 1768, Grigori Orlov a prezentat proiectul expediției din Mediterana. Propunerea sa a fost acceptată, iar Alexei Orlov a fost numit comandant al expediției cu gradul de  general-șef.

### Obiectivele expediției
Alexei Orlov avea să scrie despre expediție în particular și despre război în general că simte că este de datoria rușilor să îi dezrobească pe ortodocși de sub jugul musulman, urmând calea spre Constantinopol, așa cum fusese trasată în testamentul lui Petru cel Mare. Grigori Orlov a prezentat planul expediției în fața Ecaterinei și consilierilor împărătesei sugerând să se trimită câteva corăbii în Mediterana în „voiaj”, acestea urmând de aici să saboteze interesele otomane
Антонович, Уляницкий Владимир (1883). Дарданеллы, Босфор и Черное море в XVIII веке. Москве: Типография А. Гатцули..
Unul dintre consilierii împărătesei, Vladimir Ulianițki, a atras atenția asupra nehotărârii organizatorilor expediției cu privire la obiectivele campaniei și a motivației ei ideologice. El a mai declarat că ideea organizării doar a unor sabotaje este ineficientă iar, dacă Orlov dorea cu adevărat eliberarea popoarelor creștine și aducerea lor sub protectoratul rus, singura soluție era ca împărăteasa să autorizeze atacul unei forțe navale importante și pregătirea unor revolte în spatele forțelor principale, ca diversiune militară . 
După plecarea escadrei spre Grecia, împărăteasa a început să se gândească la planuri mai complicate. În manifestul imperial din 19 ianuarie 1769 se afirma că monarhia rusă dorește să vadă popoarele creștine dezrobite, bucurându-se de toate drepturile moștenite de la strămoși, sub protecția rusă.
În scrisoarea din 29 ianuarie 1769 se sublinia că împărăteasa este dornică să ducă lupta pentru dezrobirea tuturor teritoriilor locuite de grecii ortodocși, atât din Grecia continentală, cât și din insule, iar un obiectiv principal îl reprezenta eliberarea Constantinopolului. Nu în ultimul rând, obiectivele împărătesei cuprindeau și cucerirea unei baze navale permanente în Mediterana.

## Acțiunile forțelor ruse

### Legiunile spartane

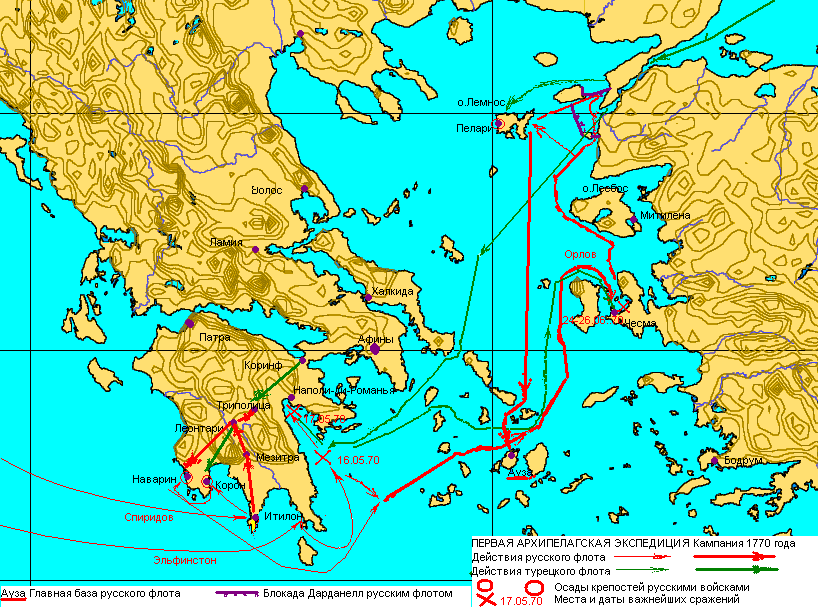
Acțiunilor flotei ruse în 1770

O escadră a amiralului Andrei Spiridov (3 nave de linie și 2 fregate, 2.500 de oameni) a ajuns pe 17 februarie 1770 în dreptul coastei Moreei. O zi mai târziu, corăbiile ruse au aruncat ancora în portul Vitula, unde au așteptat sosirea sosirea lui Alexei Orlov, aflat la bordul fregatei cu 36 de tunuri „Sfântul Nicolae”.
Pe 20 februarie, Fiodor Orlov a sfințit steagul elen într-o mănăstire locală. Tot aici, voluntarii greci au jurat credință Rusiei. Acești voluntari au fost împărțiți în două „legiuni spartane” (estică și vestică), care au intrat imediat în luptă.

#### Legiunea spartană răsăriteană
Legiunea răsăriteană a fost pusă sub comanda căpitanului G. M. Barkov și a locotenentului A. K. Psaro. Cei aproximativ 1.000 de membri ai legiunii au fost recrutați din rândul locuitorilor insulei Mikonos . Alături de ei mai luptau încă 10 soldați ruși. Legiunea a plecat pe 22 februarie spre Mistra . Pe 8 martie, legiunea a zdrobit o unitate otomană de aproximativ 1.000 de oameni în dreptul satului Berdani, iar o zi mai târziu a ajuns în fața Mistrei. După un asediu de 9 zile, legiunea a cucerit fortăreața, forțând garnizoana otomană (aproximativ 2.000 de soldați) să se predea. Grecii au masacrat populația musulmană din oraș, fiind semnalate cazuri în care copii au fost aruncați din minaretele moscheelor . Cruzimea cu care au acționat grecii au complicat mult acțiunile viitoare ale legiunii, populația musulmană fiind foarte hotărâtă să se apere după evenimentele de la Mistra
 Barkov a lăsat o garnizoană de 500 de oameni în Mistra și a plecat pe 6 aprilie cu restul oamenilor spre Leontari, unde a așteptat întăririle trimise de Orlov: 27 de oameni și 2 tunuri. Unitatea lui Barkov și-a lărgit mult rândurile în această perioadă, ajungând la un total de aproximativ  8.000 de oameni.
Pe 9 aprilie, în regiunea orașului Tripolitza din Arcadia un grup format din aproximativ 600 de ruși și mai mult de 7.000 de insuregenți greci au fost înfrânți de o mare unitate otomană. Pierderile suferite de aliații greco-ruși s-au ridicat la aproximativ 2.000 de luptători. Insurgenții au fost obligați să se retragă spre Mistra , dar au fost obligați să părăsească la scurtă vreme și această poziție. După plecarea soldaților ruși din oraș, localitatea a fost atacată și distrusă de grupurile înarmate de albanezi.

#### Legiunea apuseană
În acest timp, legiunea apuseană aflată sub comanda prințului Piotr Petrovici Dolgorukov, alături de care luptau și 10 soldați ruși, au cucerit orașele Kalamata din Arcadia. Legiunea a reușit să captureze aproximativ 2.000 de soldați otomani și i-au alungat pe turcii din Messinia.

### Asediile fortificațiilor

#### Asediul cetății Koroni
În timp ce legiunile spartane desfășurau acțiuni terestre, amiralul Spiridov a căutat un port care să poată fi folosit ca bază de acțiune pentru flota rusă. El a ales orașul-port fortificat Koroni. Pe 1 martie, cei 587 de soldați ruși sub comanda lui Fiodor Orlov au fost debarcați în apropierea portului, lor alăturându-se 2.000 de voluntari greci.  Sub acoperirea artileriei navale, grecii și rușii au început lucrările genistice pentru asediu. Rușii și grecii nu dispuneau de suficient de mulți soldați și artilerie de asediu pentru luarea cu asalt a fortificațiilor și au ales să sape galerii sub fortăreață, în care doreau să plaseze încărcături explosive cu ajutorul cărora să distrugă zidurile cetății.
Pe 25 martie a sosit în portul Koroni escadra condusă de contraamiralul Andrei Vasilievici Elmanov și de nava amiral, vasul de linie „Europa”.
Turcii au reușit să contracareze lucrările de minare a fortificațiilor distrugând pe 2 aprilie o galerie săpată sub zidurile cetății, gata să fie utilizat. Pe 25 aprilie, Alexei Orolov, tocmai întors din Italia, a ordonat ridicarea asediului cetății Koroni și retragerea trupelor la Navarino, care tocmai fusese cucerit de trupele ruso-elene.

#### Cucerirea portului Navarino

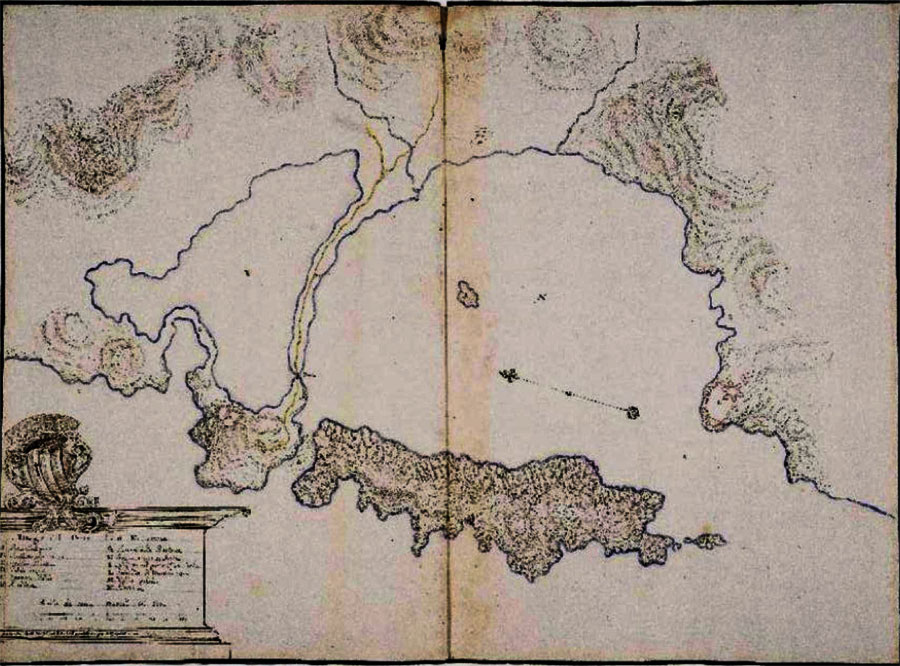
Harta gulfului Navariono în secolul al XVIII-lea

Pe 29 martie s-a format o escadră din două nave de linie și o fregată sub comanda lui Ivan Abramovici Hannibal. Această escadră a primit sarcina să cucerească portul Navarino.
Acțiunile militare de la Navarino au început pe 9 aprilie. Artileria otomană din fortificații a răspuns cu putere apariției vaselor ruse, care au ancorat în golf și au început la rândul lor să bombardeze orașul. Rușii au plasat o baterie de artilerie de 8 tunuri de 24 livre în partea est a orașului și o alta de 2 tunuri de 24 livre la intrarea de vest a golfului.
Tirul puternic al celor două baterii a provocat în scurtă vreme spărturi importante în zidurile fortăreței. În acest timp, forțele terestre ale legiunii vestice care veniseră din Arcadia au debarcat în golf sub comanda prințului Dolgorukov. Datorită superiorității atacatorilor, comandantul garnizoanei otomane a acceptat să capituleze. Trupele ruse și grecești au ocupat Navarion pe 10 aprilie, capturând 7 drapele de luptă, 42 de tunuri, 3 mortiere, 800 de livre de praf de pușcă și diferite alte provizii.
Golful Navarino a devenit baza temporară a flotei ruse, fiind foarte convenabilă pentru forța expediționară, ușor de apărat și protejată de furtuni.

#### Asediul orașului Methoni

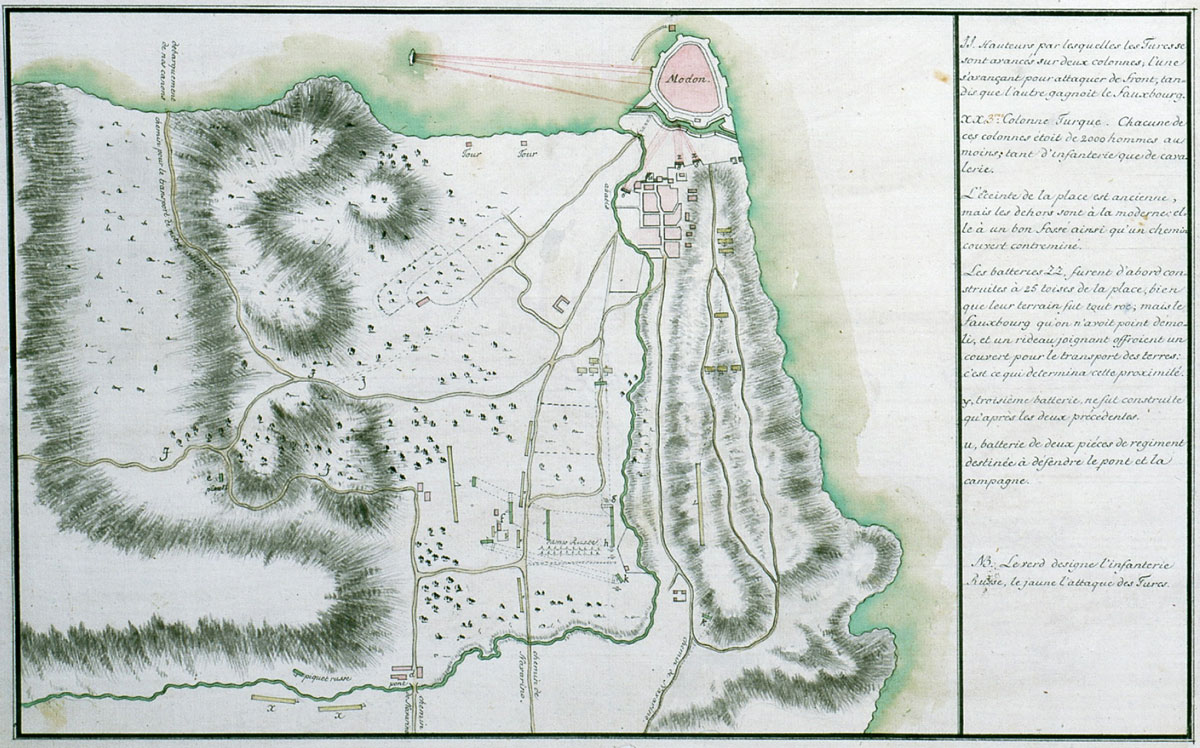
Harta asediului orașului Methoni de că ruși în aprilie-mai 1770

Comandanții ruși au ajuns rapid la concluzia că nu se poate asigura securitatea portului Navarino fără cucerirea fortăreței din apropiere – Methoni. Ca urmare, Orlov l-a trimis pe 18 aprilie pe prințul Dolgorukov în fruntea unui grup de 1.300 greci și albanezi cu patru tunuri și 2 mortiere. Turcii au fost avertizați din vreme de iscoade cu privire la atac, iar atacul-surpriză plănuit de ruși a eșuat. În sprijinul atacatorilor, Orlov a trimis un vas de linie și două fregate. De asemenea, au fost plasate două baterii de artilerie pe o insulă la est de fortăreață. Rușii au bombardat cetatea între 29 aprilie și 5 mai provocând importante distrugeri ale fortificațiilor inamice.
În sprijinul asediaților din Methoni , guvernatorul militar otoman a trimis pe 3 mai aproximativ 2.000 de ieniceri din Tripolița.
Prințul Dolgorukov a organizat apărarea împotriva turcilor cu o primă linie formată din insugenți greci neinstruiți. La primul atac al otomanilor, linia elenă s-a rup, dar rușii au reușit să reziste aproximativ 5 ore. Efectivele otomane s-au ridicat la aproape 8.000 de soldați, iar rușii au fost obligați în cele din urmă să cedeze. Turcii au reușit să cucerească bateriile de artilerie, iar rușii au început retragerea către Navarino. În timpul retragerii, rușii au pierdut toate piesele de artilerie. De asemenea, prințul Dolgorukov și alți 16 ofițeri au fost răniți, rușii pierzând aproximativ 200 de morți (din care 5 ofițeri). Restul trupelor ruse s-a alăturat a doua zi forțelor principale de la Navarino.

## Acțiunile insurgenților
Primele succese ale legiunilor spartane și ale aliaților lor ruși au provocat un mare entuziasm în rândul grecilor din Moreea. În scurtă vreme s-au aprins noi focare de revoltă, conduse de preoți sau lideri militari locali, în întreaga peninsulă. În timp de trupele ruse și milițiile elene asediau cetățile Koroni și Navarino, locuitorii din insulele Zakynthos, Corfu și Cefalonia au atacat orașul Patras, pe care l-au cucerit după un asediu de 20 de zile, distrugându-l aproape în totalitate. Prin cucerirea orașului, insurgenții aveau la dispoziție un port la Marea Mediterană. Efectivele rebelilor ajunseseră la 10.000 de oameni. Sub conducerea armatorului Ioannis Vlachos (Daskalojannis) a izbucnit o revoltă antiotomană în Creta în regiunea Sfakia. Peste 24.000 de oameni s-au răsculat în Epir.  Klefții s-au răsculat în munții Tesaliei și Macedoniei. Un mare număr de rebeli din Macedonia au traversat Istmul Corint și s-au alăturat celor care luptau împotriva otomanilor în Moreea. Frământări ale populației creștine s-au semnalat și în nordul Greciei, în Muntenegru și Dalmația.

## Înfrângerea rebelilor
Mustafa al III-lea a fost puternic afectat de situația din Moreea. El a dat ordin ca cea mai mare parte a rezervelor din regiunea Dunării să fie deplasată spre Grecia. Această mișcare a fost în favoarea forțelor ruse comandate de mareșalul Piotr Rumianțev-Zadunaiski, care a reușit să obțină o serie de victorii. Forțele albaneze au preluat inițiativa în Peloponez și au înfrânt insurgenții din Messalongi și Patras și au ucis numeroși civili din regiune.
În ciuda evacuării trupelor ruse din Moreea, grecii au continuat luptele. Aproximativ 5.000 de rebeli macedoneni au preluat controlul asupra Corintului, întrerupând practic toate legăturile dintre Moreea, Epir, Albania și Macedonia. Victoriile grecilor au fost însă temporare. În scurtă vreme, turcii au preluat controlul asupra celei mai mari părți a Peloponezului. În timpul bătăliei finale dintre 4.000 de turci și 12.000 de rebeli greci, aceștia din urmă au reușit să păstreze controlul asupra Peninsulei Mani.
În alte părți ale Moreei, resturile legiunilor spartane conduse de Stefanos Mavromihali Antonio Psaro au continuat luptele. În scurtă vreme însă, grupul lui  Psaro a fost distrus de trupele otomane superioare. Aceeași soartă a avut-o și grupul lui Mavromihali. O parte dintre rebelii care au scăpat din luptele cu turcii au încercat să ajungă într-un port de unde, la bordul unor ambarcațiuni, să se refugieze pe corăbiile escadrei ruse. Pentru că a contribuit la salvarea unui număr de rebeli greci și a drapelului de luptă al grupării lui Psaro, comandantul Sokolov a fost decorat cu Ordinul Sfântul Gheorghe, clasa a 4-a.
După înfrângerea lui Psaro și Mavromihali, numeroși participanți la rebeliune s-au refugiat în munți, unde au continuat să lupte împotriva otomanilor. Dacă în regiunile de coastă și de câmpie ienicerii au reușit să restabilească ordinea,prezența lor în regiuniile muntoase ale Peloponezului a fost mai degrabă simbolică. Insurgenții au continuat să păstreze controlul asupra unor puncte fortificate plasate strategic (Tripolitza și Mystras) și a unei bunei părți a Peninsulei Mani.

## Cauzele eșecului
Principala cauză a eșecului expediției a fost subestimiarea de către liderii ruși a forței turcilor si supraestimarea puterii insurgenților gerci. Insurgenții, în ciuda efectivelor numeroase pe care le-au mobilizat, au fost prost înarmați și organizați. Armata rusă nu a reușit să organizeze aprovizionarea insurgenților greci cu arme, muniție și nu a putut să asigure pregătirea lor militară.
Mai mult, comandanții ruși nu au fost capabili să-și folosească în mod eficient forțele. În loc să sprijine forțele rebelilor care acționau în interiorul Moreei, trupele ruse și rebelii cei mai bine organizați (manioții) au asediat o serie de fortificații otomane din sudul Moreei. După cum avea să recunoască mai târziu Alexei Orlov, ar fi fost mai potrivit un atac în interiorul Moreei. Un asemenea atac ar fi dus la capitularea fortărețelor de pe litoral, supuse blocadei flotei ruse și fără ajutorul corăbiilor otomane, blocate în Dardanele și la Constantinopol .

## Urmările
Înfrângerea rebeliunii elene a avut consecințe dramatice asupra populației Peloponezului. Această provincie bogată a Greciei a fost devastată de război, iar numeroși locuitori au căzut victime ale violențelor și terorii. Multe localități au fost distruse sau jefuite. Livezile de măslini și duzi au fost distruse în timpul luptelor sau în urma represaliilor.  A avut loc o amplă migrare a populației spre zonele muntoase, spre insulele Mării Egee sau chiar în Asia Mică. Istoricul Georgios Sakellarios apreciază că aproximativ 40.000 de locuitori ai regiunii au fost uciși, au părăsit țara sau au fost vânduți ca sclavi, adică aproximativ 15% din populația Moreei.
Pe de altă parte, în ciuda înfrângerii tactice suferite în Moreea, Alexei Orlov a reușit să-și îndeplinească misiunea principală – mobilizarea a numeroase forțe otomane în Grecia, ceea ce a permis lui Piotr Rumianțev-Zadunaiski să obțină o ofensivă încununată de succes în sudul Dunării.
Au avut de suferit și aromânii din Grecia și din imperiul turc fiind creștini. Moscopole, orașul aromânilor din Albania de astăzi, a fost atacat și incendiat de nenumărate ori de bandele de mercenari albanezi musulmani. Era al doilea oraș ca mărime din Turcia europeană.

## Evaluări ale expediției
După ce a ajuns în patrie, Alexei Orlov a încercat într-o scrisoare aderesate împărătesei Ecaterina cea Mare să explice eșecul expediției dând vina pe nestatornicia, lașitatea și lăcomia grecilor. Spre deosebire de acesta, istoricii ruși precum S. M. Solviev au sublinat adevăratele cauze ale eșecului, apreciind că grecii nu au fost nici pe de parte lași, demonstrând că sunt capabili să ducă cu succes lupte de apăraare în fortărețele naturale ale munților Greciei, fiind însă nepregătiți să desfășoare acțiuni ofensive de amploare în câmp deschis. Istoricul V. A. Ulianițki a scris că grecii au fost de fapt doar niște unelete pentru Ecaterina a II-a în această expediție, care a fost mai degrabă  a fost mai degrabă rodul pasiunii decât al judecății militare.
Pe de altă parte, istoricii greci resping explicațiile lui Orlov. Ei cred că expediția din Peloponez a fost de fapt o diversiune în războiul ruso-turc, în care grecii au plătit cu sânge o operațiune prost planificată și fără sorți de izbândă. În același timp, tot ei apreciază importanța deosebită a rebeliunii ca precusror al Războiului de Independență.
Istoricul englez Douglas Dakin apreciază că Rusia a fost singura putere europeană care a sprijinit lupta pentru independență a grecilor până la Revoluția Franceză și războaiele napoleoniene. Agenții ruși din Grecia au dus o amplă mișcare de propagandă, punând accent pe renaștereaImperiului Bizantin. Printre agenții agitatori s-a numărat Papazolis, un ofițer de artilerie originar din Macedonia. El este cel care împreună cu frații Orlov a conceput un plan optimistis al rebeliunii din Peloponez, pentru sprijinirea operațiunilor militare ruse antiotomane din 1769.. După cum spune Douglas Dakin, Papazolis a fost mai degrabă un patriot grec, dacât un agent al serviciilor secrete țariste. Pentru a obține aprobarea împărătesei, el a a asigurat-o pe Ecaterina ce faptul că manioții sunt gata de luptă. Liderii greci ar fi declarat că nu sunt pregătiți să ducă lupte în afara zonei muntoase, dar Papazolis a falsificat scrisoarea și semnăturile acestora.  Acesta a fost motivul pentru care grecii, după sosirea vaselor ruse în apele teritoriale ale Peloponezului, nu au putut organiza decât două legiuni cu efective limitate. Papazolis și-a concentrat eforturile spre mobilizarea klefților și armatoloi din Muntele Olimp și din Macedonia natală pentru sprijinirea luptelor din Peloponez. Efectivele rușilor au fost mult mai mici decât se așteptaseră grecii, iar forțele mobilizate de eleni nu au corespuns promisiunilor făcute de Papazolis împărătesei.
Dakin descrie în cartea sa „  „ ultima săptămână a rebeliunii, afirmând că mii de greci au încecat să evite represiunile otomanilor  și să se refugieze în Navarino,unde era staționată flota rusă, dar porțile fortăreței au fost închise, nepermițându-li-se accesul.
Istoricul Apostolos Vakalopulos afirmă că eșecurile grecilor și fricțiunile neîntrerupte dintre eleni și ruși i-a hotărât pe cei din urmă să se îmbarce pe corăbii și să-și lase aliații la discreția otomanilor furioși.
Sarcina de înăbușire a rebeliunii a revenit în special trupelor neregulate albaneze, care s-au remarcat prin instituirea terorii nu numai împotriva populației elene, dar și împotriva celei musulmane. Reprezentanții grecilor și turcilor din Peloponez s-au adresat într-o petiție comună sultanului, cerând încetarea atacurilor albanezilor. A fost nevoie de aproximativ un deceniu până când forțele regulate otomane au reușit să curețe regiunea de bandele de albanezi.
Războiul ruso-turc din 1768 – 1774 s-a încheiat cu semnarea tratatului de pace de la Kuciuk-Kainargi de pe 10 iulie 1774. Vakalopulos caracterizează acest tratat drept „o mare realizare a diplomației ruse”, care i-a oferit Rusiei dreptul să intervină în afacerile interne a Imperiului Rus.
Rezultatul tragic al „aventurii naționale” din 1770 a zdruncinat încrederea grecilor în Imperiul Rus și le-a redirecționat opțiunile politice. Printre aceștia s-a numărat Cosmas din Aetolia, care și-a orientat eforturile spre ridicarea nivelului moral și spiritual al grecilor.
Una dintre urmările eșecului rebeliunii elene a fost și formarea unor comunități puternice grecești  în sudul Rusiei și în Austria, în special prin emigrarea unor locuitori din Peloponez și din insulele Mării Egee. Istoricul Dimitrios Fotiadis consideră că este greșită opinia conform căreia grecii au plătit un preț mare fără să fi câștigat nimic. Fotiadis amintește de tratatul de la Kuciuk-Kainargi, de dreptul obținut de Rusia să intervină în favoarea populației ortodoxe și de dreptul pe care l-au primit corăbiile grecilor supuși otomani să abordeze drapelul rus. Prin toate acestea, grecii și-au putut forma o flotă puternică, care a jucat un rol important în timpul Războiului de Independență din 1821 - 1829.
Războiul ruso-turc din 1787–1792 rușii i-au atras din nou în luptă pe elenii din insule, doar pentru crearea unei divesiuni. În ianuarie 1792, Imperiul Rus a semnat Pacea de la Iași și și-a abandonat aliații, grecii fiind obligați să continue lupta de unii singuri. Rebeliunea din 1770 și acțiunile militare din insule din 1789-1793 le-au spulberat grecilor orice iluzie cu privire la un posibil ajutor extern în lupta pentru libertate. Rezultatul imediat a fost modificarea orientărilor politice din timpul Războiului de Independență din 1821.

## Resurse Internet
- Петров А. Н. Война России с Турцией и Польскими конфедератами с 1769—1774 год. Том II. СПб.:Тип. Э. Веймара, 1866. 576 с.
- Г.Арш, «Греция: Торговля. Просвещение. Война 1768—1774 гг. Восстание в Морее»
- ПЕРВЫЙ ПОХОД РОССИЙСКОГО ФЛОТА В АРХИПЕЛАГ, ОПИСАННЫЙ Адмиралом Грейгом. Отечественные Записки, Ч. XIII Кн. XXXIV, Ч. XIV Кн. XXXVII, XV Кн. XXXIX
- Греки на русской службе
- Боевая летопись русского флота: Хроника важнейших событий военной истории русского флота с IX в. по 1917 г. М.: Воениздат МВС СССР, 1948.
- Уляницкий В. А. «Дарданеллы, Босфор и Черное море в XVIII веке» М.: Тип. А. Гатцули, 1883. 721 с.
- «Материалы для истории Морейской экспедиции. 1770» Сообщение Е. А. Долгоруковой. Журнал «Русский архив», 1864. — Вып. 5/6.